# Banja Luka Challenger 2023
Il Banja Luka Challenger 2023 è stato un torneo maschile di tennis professionistico giocato sulla terra rossa. È stata la 21ª edizione del torneo, facente parte della categoria Challenger 100 nell'ambito dell'ATP Challenger Tour 2023. Si è giocato al Park Mladen Stojanović di Banja Luka, in Bosnia ed Erzegovina, dal 7 al 13 agosto 2023.

## Partecipanti

### Teste di serie
| Nazionalità          | Giocatore        | Ranking* | Testa di serie |
| -------------------- | ---------------- | -------- | -------------- |
| Ungheria             | Fábián Marozsán  | 89       | 1              |
| Italia               | Marco Cecchinato | 108      | 2              |
| Slovacchia           | Alex Molčan      | 120      | 3              |
| Francia              | Benoît Paire     | 126      | 4              |
| Belgio               | Kimmer Coppejans | 160      | 5              |
| Argentina            | Mariano Navone   | 168      | 6              |
| Rep. Ceca            | Zdeněk Kolář     | 171      | 7              |
| Bosnia ed Erzegovina | Damir Džumhur    | 172      | 8              |

* Ranking al 31 luglio 2023.

### Altri partecipanti
I seguenti giocatori hanno ricevuto una wild card per il tabellone principale:
- Marco Cecchinato
- Alex Molčan
- Andrej Nedić

I seguenti giocatori sono entrati in tabellone come special exempt:
- Ugo Blanchet
- Toby Kodat

Il seguente giocatore è entrato in tabellone come alternate:
- Kyrian Jacquet

I seguenti giocatori sono passati dalle qualificazioni:
- Mirza Bašić
- Akira Santillan
- Aldin Šetkić
- Marko Topo
- Eric Vanshelboim
- Miljan Zekić

## Punti e montepremi
| Torneo    | Torneo              | V      | F     | SF    | QF    | 2T    | 1T    | Q | Q2  | Q1  |
| Singolare | Punti               | 100    | 60    | 36    | 20    | 9     | 0     | 5 | 2   | 0   |
| Singolare | Premi in denaro (€) | 16 020 | 9 415 | 5 555 | 3 240 | 1 900 | 1 160 | – | 580 | 290 |
| Doppio    | Punti               | 100    | 60    | 36    | 20    | –     | 0     | – | –   | –   |
| Doppio    | Premi in denaro (€) | 6 845  | 4 050 | 2 400 | 1 420 | –     | 800   | – | –   | –   |

## Campioni

### Singolare
Dino Prižmić ha sconfitto in finale  Kimmer Coppejans con il punteggio di 6–2, 6–3.

### Doppio
Victor Vlad Cornea /  Philipp Oswald hanno sconfitto in finale  Andrej Golubev /  Denys Molčanov con il punteggio di 3–6, 6–1, [15–13].